# Chororó-cinzento
Formigueiro-atlântico ou chororó-cinzento (nome científico: Cercomacra brasiliana) é uma espécie de ave pertencente à família dos tamnofilídeos, endêmica do Brasil.
Seu nome popular em língua inglesa é "Rio de Janeiro antbird".